# Kostas Karamanlis
Konstantinos Aleksandru Karamanlis (grč. Κωνσταντίνος Αλεξάνδρου Καραμανλής),  (Atena, 14. rujna 1956.), grčki političar.

## Životopis
Bio je predsjednik Vlade Grčke od 10. ožujka 2004. do listopada 2009. godine. 
Na položaju grčkog premijera naslijedio je Kostasa Simitisa. Karamanlisa je zamijenio Georgios Papandreou. Karamanlis je vođa stranke "Nova Demokracija".
Diplomirao je na atenskom pravnom fakultetu 1979. godine. Potom je studirao ekonomiju na privatnom koledžu Deree. Magistrirao je političke znanosti i ekonomiju te doktorirao povijest diplomacije na pravnom fakultetu Fletcher, odnosno na sveučilištu Tuftsu u Americi, gdje je studirao od 1980. do 1984. godine.
Karamanlis se bavio pravom od 1984. do 1989. godine i predavao političke znanosti, povijest diplomacije te korporativno pravo na koledžu Deree od 1983. do 1985.